# آرثر روز إلدريد
آرثر روز إلدريد (بالإنجليزية: Arthur Rose Eldred)‏ هو كاتب أمريكي، ولد في 16 أغسطس 1895 في بروكلين في الولايات المتحدة، وتوفي في 4 يناير 1951 في كليمنتون في الولايات المتحدة.